# Aboncourt (Moselle)
Aboncourt település Franciaországban, Moselle megyében. Lakosainak száma 318 fő (2022. január 1.). Aboncourt Bettelainville, Ébersviller, Hombourg-Budange, Luttange és Saint-Hubert községekkel határos.

## Népesség
A település népességének változása:
| Lakosok száma | 287  | 338  | 337  | 341  | 372  | 363  | 351  | 330  | 324  | 318  |
|               | 1968 | 1982 | 1990 | 2006 | 2013 | 2015 | 2017 | 2019 | 2020 | 2022 |